# Christian Ludwig von Hardenberg (Feldmarschall, 1700)
Christian Ludwig von Hardenberg (* 3. November 1700 in Hardenberg; † 26. November 1781 in Hannover) war deutscher hannoverscher Feldmarschall.

## Herkunft
Christian Ludwig von Hardenberg entstammte dem niedersächsischen Adelsgeschlecht derer von Hardenberg. Seine Eltern waren Christian Ludwig von Hardenberg (1663–1736), landschaftlicher Lizentkommissar in Hannover, und Katharina Sybille von Dörnberg. Auch die Brüder waren im Staatsdienst:
- Friedrich Karl (1696–1763), hannoverscher Geheimer Kammerrat, Oberhofbau- u. Gartendirektor, Gesandter in Wien (1750), sowie Wirklicher Geheimer Rat und Kriegspräsident.
- August Ulrich (1709–1778), hannoverscher Geheimer Rat, Kriegsrat, Gesandter
- Hans Christoph (* 1703, ⚔ 1747), hannoverscher Oberst und Generaladjutant
- Georg Wilhelm (1705–1774), Deutsch-Ritter und Ordenskomtur sowie kursächsischer Generalmajor

## Leben
Schon früh begann er eine militärische Karriere im sardischen Militär und trat später in die Dienste des Kurfürsten von Braunschweig-Lüneburg (Hannover). Während des Polnischen Thronfolgekrieges (1733–1735/38) nahm er mit den hannoverschen Truppen am Rheinfeldzug gegen Frankreich teil und sammelte dabei erste Kriegserfahrungen. Wenige Jahre später diente er während der Österreichischen Erbfolgekriege (1740–1748) in den Niederlanden und stieg dabei zum Oberst der Fußgarde (von Ilten) auf. Nach dem Krieg erhielt von Hardenberg das Infanterieregiment von Druchtleben (No. 6-A ab 1776 No. 6), das seine Garnison in Göttingen hatte.
Zu Beginn des Siebenjährigen Krieges (1756–1763) hatte Hardenberg bereits den Rang eines Generalmajors erreicht und befehligte sieben Grenadierbataillone. In der Schlacht bei Hastenbeck (26. Juli 1757) kommandierte er persönlich vier dieser Bataillone und deckte mit diesen später den Rückzug der geschlagenen Observationsarmee. Im Dezember 1757 befehligte Hardenberg die Belagerung der Festung Harburg. Im folgenden Jahr kommandierte er erneut bei Düsseldorf am Rhein gegen die französische Armee und wurde später Kommandant der Festung Lippstadt. Diesen Posten behielt er bis zum Jahre 1760 und erhielt danach wieder kleinere Feldkommandos.
Nach dem Krieg stieg Hardenberg im Jahre 1776 zum Oberbefehlshaber der hannoverschen Armee auf und blieb auf diesem Posten bis zu seinem Tod am 26. November 1781. Seine Leiche wurde zur Beisetzung nach Göttingen überführt, wobei der junge Fähnrich und spätere preußische Heeresreformer Gerhard von Scharnhorst (1755–1813) die militärische Eskorte anführte. Seine letzte Ruhestätte fand er im Hardenbergischen Erbbegräbnis der Patronatskirche von Bühle.

## Familie
1749 heiratete er Anna Sophia Ehrengart von Bülow (1731–1809, aus Essenrode, Schwester von Friedrich Ernst von Bülow), mit der er acht Kinder zeugte, von denen sieben das Jahr 1805 erlebten:
- Der älteste Sohn dieser Verbindung war der spätere preußische Staatskanzler Karl August Fürst von Hardenberg (1750–1822);
- Anna (Anette) Sibylle (* 3. November 1751; † 25. Juli 1808 in Berlin) wurde Oberhofmeisterin der Prinzessin Wilhelmine von Preußen und war mit Albrecht Adolph Wilhelm von Münchhausen (* 23. Juli 1742; † 29. Februar 1784) verheiratet;
- Ludwig Friedrich (* 28. April 1756; † 7. März 1818), hannoverscher Oberhauptmann zu Grohnde;
- Amalie Sophie Elisabeth (1767–1848) heiratete den späteren Grafen Adolph Franz Carl von Seckendorff (1801–1818);
- Christiane Maria Charlotte († 26. Januar 1814, getrennt von ihrem Mann lebend, in Bayreuth) heiratete Johann Heinrich Joseph Georg von Flemming (1752–1830), den Sohn des sächsischen Generals Karl Georg Friedrich von Flemming;
- August Georg Ulrich (um 1761–1805), Kommandeur des Deutschen Ritter-Ordens und Koadjutor der Ballei Thüringen;
- Georg (1765–1816), preußischer Landjägermeister des Fürstentums Bayreuth.